# Rhein-Main-Rohrleitungstransportgesellschaft

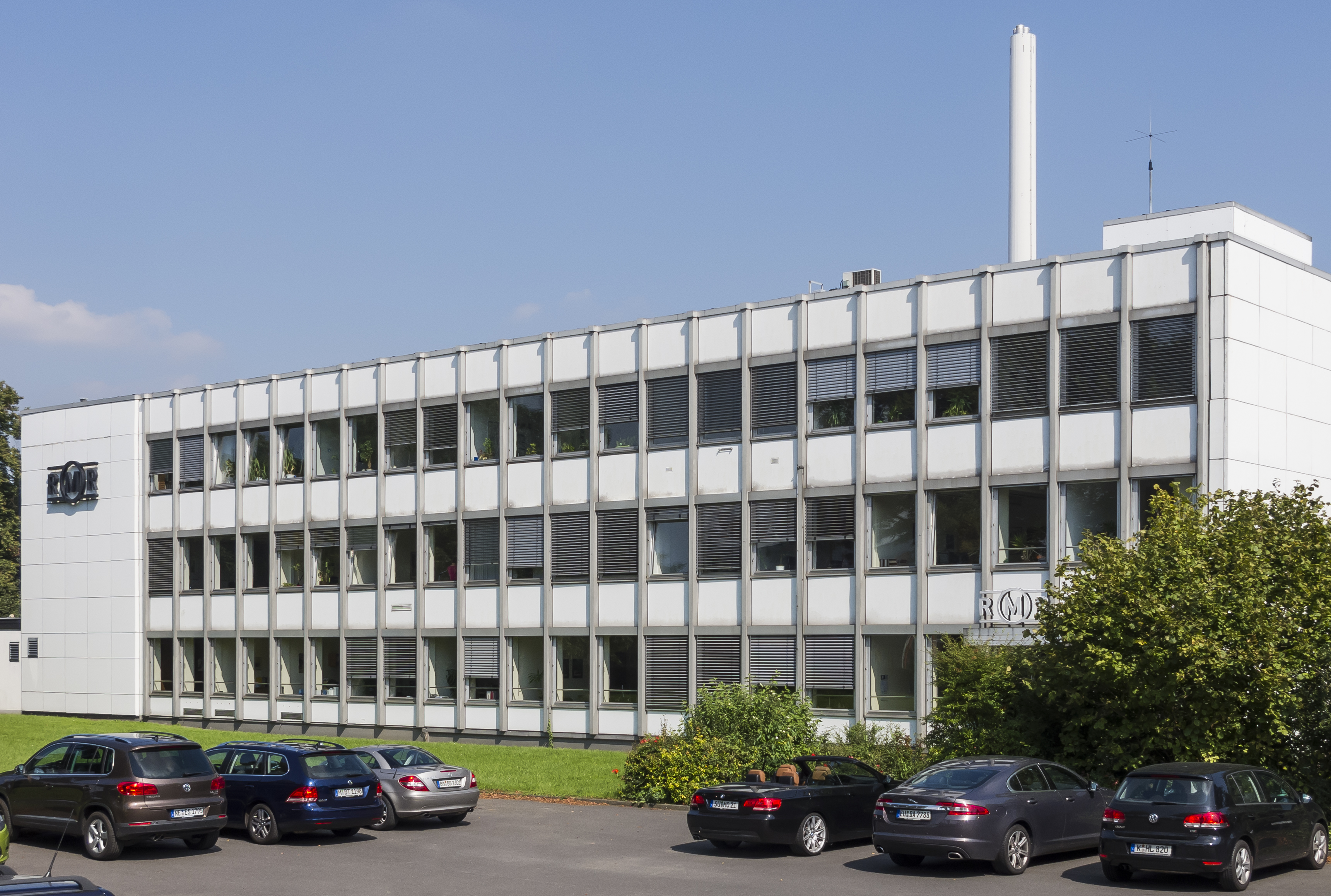
Unternehmenszentrale in Köln-Godorf

Die Rhein-Main-Rohrleitungstransportgesellschaft (RMR) betreibt im Auftrag ihrer Gesellschafter ein Pipelinesystem von 525 km Länge von der deutsch-niederländischen Grenze bei Venlo bis in den südwestdeutschen Raum nach Frankfurt am Main bzw. Ludwigshafen am Rhein.

## Gesellschafter
- Shell Gruppe (63 %)
- BP Gruppe (35 %)
- Exxon Mobil Gruppe (2 %)

## Produkte
- Kraftstoffe (Superbenzin, Normalbenzin, Dieselkraftstoff)
- Heizöl leicht
- Kerosin (Flugturbinentreibstoff, JetA1)
- Rohbenzine (Naphtha)

## Geschichte

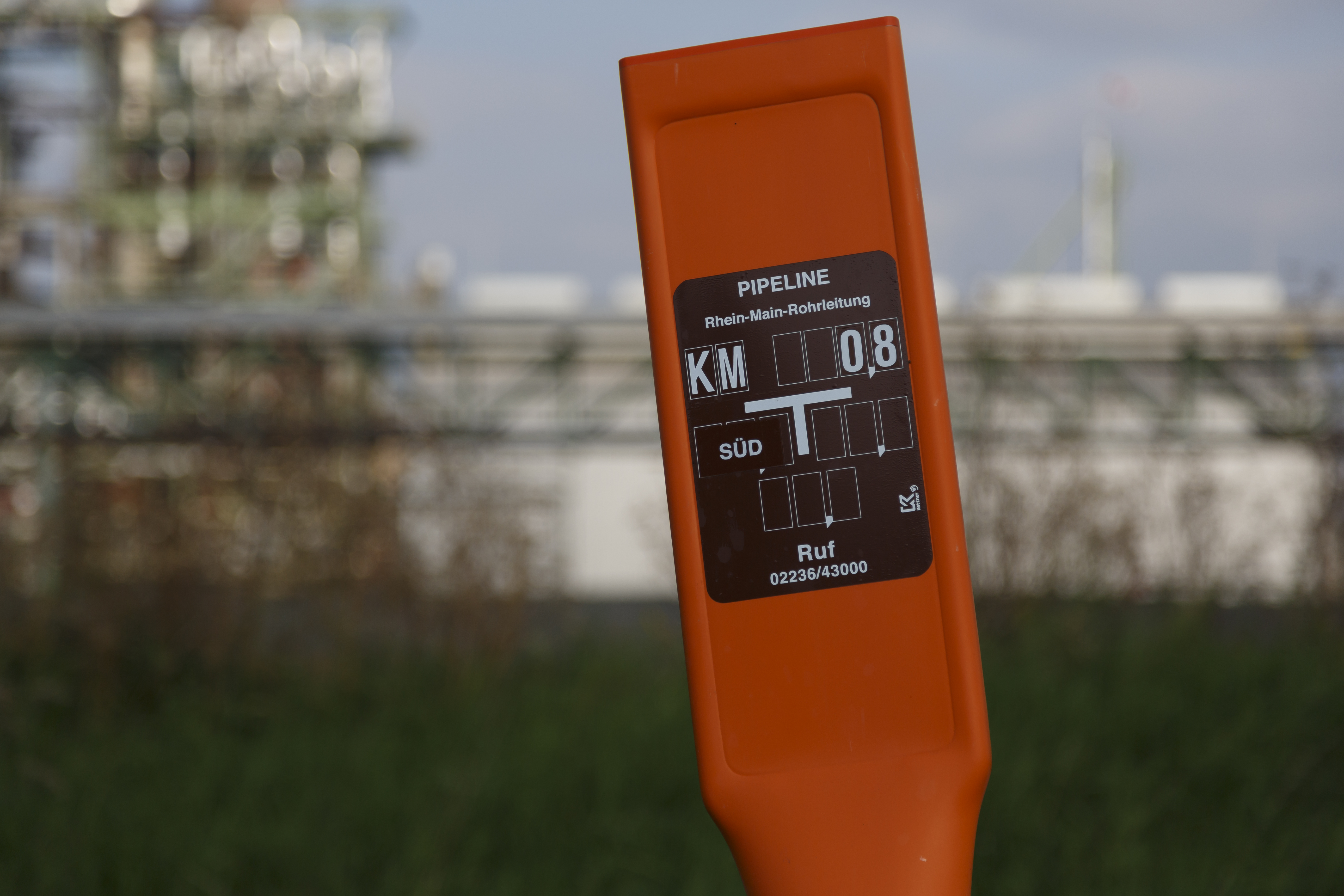
Markierung der RMR-Pipeline im Gelände

Die RMR wurde 1965 von der Deutsche Shell AG gegründet. Ziel war es, vom Raffineriestandort Köln-Godorf aus einen sicheren Transportweg zu bauen, um den zu erwartenden Bedarf an Mineralölprodukten in den Verbraucherzentren Frankfurt am Main (hauptsächlich: Flughafen Frankfurt Main, Hoechst, Ticona heute Industriepark Höchst) und Ludwigshafen am Rhein (BASF) zu decken. Bereits im Gründungsjahr verdoppelte sich die Anzahl der zu versorgenden Tankläger und Petrochemischen Werke durch die Beteiligung der Deutsche BP AG an der RMR. 1967 wurde die Pipeline nach Norden zur Ruhrraffinerie der Deutsche BP AG in Hünxe erweitert.
1968 verlängerte das Unternehmen die Pipeline bis Rotterdam. Für einen Anschluss an die RRP-Pipeline (Rotterdam-Rijn Pijpleiding Maatschappij) in den Niederlanden baute RMR von Dinslaken eine 50 km lange Verbindungsleitung.

## Pipeline
Das Unternehmen betreibt eine einzige Pipeline, die im derzeitigen Ausbaustand von Venlo nach Frankfurt am Main bzw. Ludwigshafen am Rhein führt. Die Strecke von Venlo teilt sich an der Pumpstation in Udenheim auf. Jährlich werden rund 15 Millionen Kubikmeter Mineralölprodukte transportiert.
Entlang der 525 km langen Pipeline befinden sich neun Pumpstationen zur Druckerhöhung, sechs Abzweig-, 13 Ein- bzw. Ausspeisestationen für Raffinerien, chemische Werke und Tankläger sowie 37 Streckenschieber.

### Pumpstationen
Pumpstationen mit einer installierten Gesamtleistung von 32.000 kW befinden sich in Herongen, Dinslaken, Ratingen, Geyen, Köln-Godorf, Wesseling, Ramersbach, Schwall und Udenheim.

### Tanklager
An die Pipeline sind Tanklager in Homberg, Dinslaken, Köln-Niehl, Gustavsburg, Flörsheim, Raunheim und Ludwigshafen angeschlossen.

### Petrochemische Werke
An die Pipeline sind Petrochemische Werke und Raffinerien in Bottrop, Dormagen, Köln-Godorf (Rheinland Raffinerie Werk Godorf), Wesseling (Rheinland Raffinerie Werk Wesseling), Oppau angeschlossen.
2006 wurde das Fernwirksystem der Pipeline grundlegend modernisiert.

### Zwischenfälle
Am 5. Mai 1991 kam es um 7:20 Uhr zu einem Versagen der Pipeline infolge einer Bergsenkung. Etwa 280 m³ Benzin wurden nahe der Autobahnanschlussstelle Dinslaken-Nord freigesetzt und versickerten teilweise ins Erdreich. Ein Teil gelangte über den Rotbach bis nach Hiesfeld und löste dort ein Fischsterben aus. Etwa 5.000 m³ kontaminierter Boden musste abgetragen und 300–400 Bäume gerodet werden.
Im April und Mai 2022 schlossen Klimaaktivisten der Letzten Generation Ventile entlang Pipeline, um den Transport der fossilen Produkte zu stoppen. Dadurch kam es an mehreren Tagen zu mehrstündigen Stopps.